# Vickers Mk E
Виккерс Mk E (англ. Vickers Mk E), также широко известный под названием «Виккерс-шеститонный» (англ. Vickers 6-ton) — британский лёгкий танк 1930-х годов. Создан фирмой «Виккерс-Армстронг» в 1930 году. Предлагался британской армии, но был отвергнут, поэтому почти все выпущенные танки предназначались для экспортных поставок. В 1931—1939 годах было выпущено 137 танков Виккерс Mk E. Во многих странах, закупавших этот танк, он послужил основой для собственных разработок, выпуск которых порой многократно превышал выпуск базовой машины. Виккерс Mk E использовался в ряде региональных конфликтов: в частности, некоторое количество этих танков использовалось в финской армии во время Зимней войны и во Второй мировой войне. После её окончания всё ещё использовался в роли учебного в некоторых странах вплоть до 1959 года.

## История
Первый танк был построен в 1928 году. В разработке проекта принимали участие знаменитые в то время конструкторы Джон Валентайн Карден и Ллойд Вивиан. Корпус был сделан из клепаных стальных пластин толщиной 1 дюйм (25 мм) в лобовой части, и около 3/4 дюйма (19 мм) в задней части корпуса. Мощность двигателя «Армстронг сиддли Пума» составляла 80-95 лошадиных сил (60-70 кВт) (в зависимости от версии), которая дала ему максимальную скорость 22 миль/ч (35 км/ч) на дорогах. В подвеске использовалось две оси, каждая из которых несла два катка, соединённых с другим набором катков листовыми рессорами. Это считалось довольно хорошей системой подвески, хотя она не может сравниться с современной ей подвеской Кристи. Траки гусениц танка были изготовлены из высокопрочной стали, в результате чего их ресурс составлял более 3000 миль (5000 км), что было значительно выше, чем у большинства конструкций того времени.
Танк был построен в двух вариантах:
- Тип А (Type A) — двухбашенный вариант с двумя пулемётами Виккерс, выпущено 58 единиц
- Tип Б (Type B) — однобашенный вариант с 47-мм короткоствольным орудием OQF 3-pdr Gun, выпущено 79 единиц

В башне Tип Б размещалось два человека (что было новинкой на то время), при этом резко увеличивался темп стрельбы орудия. Эта конструкция с двумя членами экипажа в башне стала основной почти для всех танков, разработанных после Vickers Mk E.
Mark E также разработан как грузовое транспортное средство, его приобрели для британской армии в небольших количествах в качестве артиллерийских тягачей для перевозки больших 60-фунтовых (127 мм) артиллерийских орудий. 12 заказаны армией под названием Dragon, Medium Mark IV. К слову, этот тягач оказался единственной машиной из семейства Vickers Mk.E, которая реально повоевала в составе британской армии. В 1940 году тягачи отправили в составе BEF (британского экспедиционного корпуса) во Францию, где и остались после эвакуации в июне 1940 года. Владельцами тягачей стали немцы. Так же 23 единицы закупил Китай и 18 — Индия.
Британская армия оценила Vickers Mk E, но не приняла на вооружение, видимо, в связи с вопросами о надежности подвески. Vickers затем начала рекламу данной модели и получила заказы от СССР, Польши, Финляндии, Китая, Сиама, Греции, Боливии, Португалии и Болгарии. Тайский заказ был выполнен частично; когда началась Вторая мировая война, 4 из 12 заказанных танков были реквизированы для британской армии.
Было построено в общей сложности 137 танков Vickers Mk E.
В СССР этот танк производился по лицензии под наименованием Т-26, в конечном итоге было построено более 11 000 шт. в различных версиях. Сначала производился Т-26 с двумя башнями, в двух вариантах:
- с одним 7,62-мм пулемётом ДТ в каждой башне;
- одним пулемётом ДТ в одной башне и одной 37-мм пушке в другой.

Позже на более распространенных версиях устанавливались 45-мм пушка и два пулемёта ДТ. Окончательный вариант Т-26 имел сварную конструкцию и наклонную броню корпуса и башни. На шасси Т-26 были построены машины разного назначения, в том числе огнемётные и химические ХТ-26 и ХТ-130, САУ и мостоукладчики. Также на шасси Т-26 был построен оригинальный радиоуправляемый огнемётный танк. Во время гражданской войны в Испании Советский Союз направил 281 Т-26 в республиканскую армию. Итальянцы, понеся потери от республиканских Т-26 во время битвы при Гвадалахаре (1937), захватили некоторые из них, которые послужили в качестве модели для их лёгких танков M11/39 и средних M13/40.
Поляки после покупки танка обнаружили, что двигатель имеет тенденцию к перегреву из-за плохого воздушного охлаждения. Это было устранено добавлением больших вентиляционных отверстий по бокам корпуса. Бельгийцы заменили двигатель на новый Rolls-Royce Phantom II с водяным охлаждением. Этот двигатель не поместился бы в корму, поэтому строение корпуса и расположение башни изменили. В результате новый Mk F был протестирован в Бельгии, но отклонен военными. Тем не менее новые корпуса были использованы, со старым двигателем, при продаже танков для Финляндии и Сиама.
Польша была в целом довольна конструкцией и купила лицензию на местное производство. До этого Польша приобрела 38 танков. В 1934 году разработана модернизация «шеститонки»: установлен новый дизельный двигатель Saurer и новая трансмиссия; моторно-трансмисионный отсек увеличен из-за габаритов большего двигателя. Новая модификация обозначена 7TP, и с 1937 года производилась с одной двухместной башней «Smok», вооружённой 37-мм пушкой Бофорс и 7,92-мм пулемётом. Было построено более 130 7TP. Только 38 оригинальных танков Vickers были введены в эксплуатацию, 12 остались разобранными, а затем использовались в качестве запчастей. Из двухбашенных танков 22 позже переделаны в версию с одной башней и 47-мм пушкой (тип B).
В 1939 году, во время советско-финской войны, финские бронетанковые войска имели примерно 32 устаревших Renault FT-17, несколько танкеток Виккерс Карден-Ллойд и 32 Vickers Мк. Е. На последние были установлены после начала войны 37-мм танковые пушки Бофорс. Только 13 из этих танков удалось попасть на фронт, чтобы участвовать в боях.
В бою при Хонканиеми 26 февраля 1940 года финны использовали свои танки Vickers в первый раз за все время Зимней войны. Результаты были катастрофическими. Из тринадцати имевшихся финских 6-тонных танков Vickers только шесть были в состоянии участвовать в атаке — что ещё хуже, один из танков был вынужден остановиться, не в силах пересечь широкую траншею. Остальные пять продолжили движение, но столкнулись с пятью советскими танками в селе Хонканиеми. Финским танкам удалось подбить три советских танка, потеряв при этом все шесть танков. В последующих стычках финны потеряли ещё два танка Vickers.
В 1941 году финны установили на своих Vickers советские 45-мм пушки; такие танки получили название T-26E. Они использовались финской армией против СССР во время Второй мировой войны. 19 перестроенных Vickers и 75 Т-26 продолжали службу в армии и после окончания войны. Некоторые из этих танков были сохранены как учебные до 1959 года, когда они были окончательно заменены новыми британскими и советскими танками.

## Страны-эксплуатанты
- Польша — 38 шт (двухбашенные), позже 22 из них переделали в однобашенные
- Финляндия — один однобашенный пушечный танк был заказан и получен в 1933, в период с 1937 до 1 сентября 1939 года из Великобритании было получено ещё 32 однобашенных танка[1]
- Китайская Республика — имелось 20 танков этого типа под индексом "Vickers Mk. E Type B".
- СССР — 15 шт (двухбашенные)
- Таиланд (Сиам) — 10 шт (однобашенные) и 26 зенитных самоходных установок Dragon Medium Mk.IV (Vickers AA 40mm), вооружённых 40-мм зенитной пушкой QF 2-pounder[2].
- Болгария — в 1936 году заказаны и в 1938 году получены 8 однобашенных танков, они оставались на вооружении до 1945[3]
- Великобритания — 4 шт (однобашенные из конфискованной в 1940 г. последней партии таиландского заказа), 2 прототипа
- Боливия — 3 шт (1 двухбашенный, 2 однобашенных)
- Греция — 20 ноября 1930 года были заказаны два танка (1 двухбашенный, 1 однобашенный). По состоянию на начало апреля 1941 года, перед началом немецкого вторжения в Грецию, два танка оставались на вооружении греческой армии[3]
- Португалия — 2 шт (1 двухбашенный, 1 однобашенный)
- Парагвай — 1 шт (двухбашенный) — захвачен у Боливии. В войсках не эксплуатировался, служил памятником
- США — 1 шт. (двухбашенный)
- Япония — 1 шт. (двухбашенный)

В Италию Мk Е не поставлялись, но туда отправили одну двухбашенную машину для демонстрации.

## Боевое применение

### В Польше
В 1939 году «Виккерсы» были в 121-й танковой роте 10-й моторизованной кавалерийской бригады и 12-й легкотанковой роте. Роты были из 16 танков в трёх взводах по 5 танков и танк командира роты. 121-я рота активно участвовала в боях с двумя немецкими дивизиями, пробивавшимися через горы Бескиды. Танки Vickers Mk. E и две роты танкеток TKS решили использовать как «пожарную команду», посылая на опасные участки. 3 сентября «Виккерсы» поддержали пехотинцев 10-го стрелкового полка, несколько раз атаковав наступавшую немецкую 3-ю танковую дивизию. На следующий день Mk. E и TKS воевали с 4-м уланским полком и уничтожили два танка и три бронеавтомобиля. Хотя о собственных потерях не сообщалось, поляки на несколько дней остановили продвижение немцев. Первая официально признанная потеря лишь 6 сентября, в бою у населенного пункта Виснич подбит один танк.
Успех 121-й танковой роты кратковременный. Заботясь о затыкании дыр в обороне польское командование забыло, что танки хотя бы изредка требуется пополнять топливом и боеприпасами и в очередном марше 8 сентября колонна танков осталась без топлива. Через несколько часов отыскали немного бензина, но к месту назначения (к Колбушеву) прибыли всего три танка. Решив, что «Виккерсы» полезнее в тылу, командование армии «Краков» отправило их за реку Сан, где 15 сентября танки вступили в бой с 15-й пехотной дивизией немцев. После двух дней боёв рота потеряла три танка: один уничтожен артиллерией и два захватили немцы. В боях у Колбушева 121-я рота потеряла ещё три танка и вынуждена отойти. Оставшись с 6 танками и не имея связи с командованием, остатки роты отошли к реке Танев и впоследствии приняли участие в боях под Наролем и Белзичем 17-18 сентября. К этому времени в 121-й роте три Mk.E и 20 человек личного состава.
12-я рота под командованием капитана Чеслава Блока, бывшая в резерве, подчинялась Варшавской бронемоторизованной бригаде. При мобилизации четыре командирских танка получили радиостанции, но решающего влияния это на боевое применение не оказало. Первый бой 12-й роты под Аннополем и завершен для поляков неудачно. Рота пошла в бой без разведки и попала под огонь артиллерии немцев. Потеряв два танка, рота отошла и угодила под огонь своей пехоты, принявший польские танки за немецкие. Обошлось без повреждений, но факт этого говорит о отсутствии координации. Спустя сутки снова проблема с бензином, после частичного решения которой роте задача захватить участок дороги у Красноброда. С танками в атаке участвовали мотоциклисты. Им встретились два немецких бронеавтомобиля, которые уничтожены танками. Спустя несколько дней они вновь отошли и 18 сентября 12-я рота участвовала в сражении под Томашев-Любельским. Утром 18 сентября в атаку пошли 8 Mk.E с поддержкой танкеток TKS и танков 7ТР. В бою поляки потеряли 8 танкеток и 4 танка, а вечером уничтожен ещё один Mk.E. 19-го ситуация повторилась, с той разницей, что бригада лишилась всех «Виккерсов» и одного 7ТР. Оставшись без материальной части, Варшавская бронемоторизованная бригада сдалась в плен 20 сентября.
Из танков из учебного центра в сентябре в боеспособное состояние привели 3 или 4 танка. С несколькими танкетками двухбашенные учебные Mk.E остались на венгерской границе. Их боевой путь завершён 18 сентября, смешанная рота вела бой с советской 23-й танковой бригадой.

### В Финляндии
До февраля 1940 года финские «Виккерсы» в боях не участвовали. 24 февраля 4-й бронероте из 13 «Виккерсов» Mk E было приказано поддерживать наступление егерского батальона на Хонканиеми. 26 февраля рота пошла маршем и от мороза и других причин на место прибыло лишь 8 танков, 5 сломались, и их не отремонтировали. В 6 часов бронерота отправилась на исходные позиции. 2 танка сломались. В наступлении, начавшемся в 6:15, участвовало лишь 6 «Виккерсов». Во время начала атаки финская артиллерия ударила по егерскому батальону и остановила его движение за танками. Танки пошли вперед без пехоты, а из-за отсутствия радиостанций приказ об атаке не отменили, и танки действовали по плану. Финские пехотинцы какое-то время лежали, но потом поднялись, и часть их перешла железную дорогу у переезда и начали бой с красноармейцами.
У советской стороны в районе полустанка Хонканиеми стрелковый батальон 245-го полка (сп). С батальоном рота 112-го танкового батальона (тб) три взвода Т-26.
Финские танки прошли через батальон 245-го сп. Танки советского танкового взвода пропустили финские танки, посчитав их взводом командира роты, который был на дозаправке в тылу и должен был подойти (финские Виккерсы и советские танки Т-26 внешне похожи, и главное различие то, что у финского танка башня на корпусе справа, а у советского — слева). «Виккерсы» не сразу открыли огонь, что сбило с толку советскую пехоту, которая увидела танки финнов впервые. Увидев танки, пехота не беспокоилась, поэтому танки прошли через стрелковую роту, и лишь танкисты определили, что танки финские. Отрыв «Виккерсов» от пехоты стал удачен для финнов. Первый «Виккерс», видимо, был № 665. За танком № 665 шёл танк № 648. Он шёл некоторое время за 665, затем открыл огонь по пехоте. Танк № 665, проехавший мимо танка комбата, подставил борт и получил бронебойный снаряд в моторное отделение. Следующий снаряд разорвался рядом с № 665. Тот загорелся и его покинул экипаж. Бойцы 3-й роты закидали уже безжизненный танк гранатами. К этому времени опомнились танки советского передового взвода, открыв огонь по «Виккерсам» и финской пехоте. «Виккерс» № 664 остановился перед канавой и его посчитали подбитым.
Командир № 648 заметил два советских танка из передового взвода, но выстрелить не успел: они скрылись в дыму. В № 648, судя по всему, попал снаряд и советский пулемётчик бросил под его гусеницы связку гранат. Командир приказал покинуть танк, взял автомат, вылез из башни наружу и бросился бежать. Он добрался до своих через сутки. Экипаж № 648 не выполнил приказ и выбросил белый флаг, так как в упор на него смотрела пушка Т-26 комбата. Три члена экипажа, попавшие в плен, не вернулись на родину и в Финляндии считаются пропавшими без вести.
№ 668 наехал на дерево или оно, подбитое снарядом, упало на него. № 668 застрял, танкисты пытались разрубить дерево. Один погиб с топором. Командир танка приказал покинуть танк, выскочил из него, но был убит. Второй танкист, покинувший танк, попал в плен, а третий добрался до своих. Финские «Виккерсы» № 664, 670, 667 вернулись на исходные позиции. Финская пехота после этого отступила.
В 9:00 три уцелевших «Виккерса» развернулись и вновь атаковали с пехотой советский батальон. Но теперь № 670 не вышел из атаки. Т-26 первым снарядом разбил сарай, а вторым и третьим подбил № 670. Снаряды попали в мотор № 670, экипаж покинул танк и добрался до своих. В № 664 попадал снаряд, но он ушёл подбитым в тыл.
Последний «Виккерс» № 667 был подбит огнём танков. 3 Т-26 стали преследовать отходящие № 664 и 670 (последний ещё не был подбит в этот момент). Подбитый № 667 вел огонь, стоя на месте. Сопротивлявшийся танк № 667 был расстрелян с двух сторон двумя Т-26, после чего экипаж финского танка покинул его.
Потери советской танковой роты 112-го танкового батальона: один Т-26 поврежден, но остался в строю, один Т-26 поврежден и, видимо, отправлен в ремонт. Один танкист легко ранен и один — погиб.
Потери финской 4-й бронероты: 5 танков подбито и захвачено, 2 офицера ранены, 1 младший сержант погиб, 5 танкистов пропали без вести.
Три самых уцелевших «Виккерса» отправили в Ленинград. Один отправили в музей Красной Армии в Москве (№ 1672). Один «Виккерс» в апреле 1940 года был на выставке о боях в Финляндии в Ленинграде.
29 февраля 1940 года в 4-й финской бронероте в обороне 7 танков в двух взводах. В 8:00 танки 1-го взвода в обороне открыли огонь и повредили один советский танк, но были и сами повреждены. В 14:00 советские при поддержке танков начали атаку на станцию Перо. Гусеница одного «Виккерса» оказалась перебита. Экипаж защищал «Виккерс» от атак, но потом покинул его. По советским данным, у Перо захвачено три «Виккерса».
Один Мк. Е 6 марта был послан поддерживать контратаку, он застрял и был уничтожен своими. По советским данным, 7 марта у станции Тали, финны атаковали шестью Мк. Е. Советские танки уничтожили два «Виккерса», а четыре «Виккерса» захвачено исправными.
K 13 марта 1940 года 4-я бронерота потеряла 8 танков подбитыми, осталось 5 (по другим финским данным потеряно в войне 7 «Виккерсов», восьмой эвакуирован, но ремонту не подлежал. Ещё по одним данным потеряно 9 «Виккерсов»). 3-я и 5-я финские танковые роты, хотя и получили «Виккерсы», но не участвовали в боях.
На 31 мая 1941 года в составе танкового парка числились 27 танков, в середине 1942 — 24. На 1.07.1943 и 1.07.1944 их количество не менялось — 22 штуки. К концу 1944 года их имелось ещё 19.

### В Китае
С 1935 года, чувствуя увеличивающуюся опасность от Японии, Китай решил закупать современное вооружение в Европе. В 1936 году были приобретены 15 немецких лёгких танков Pz.Kpfw I модификации А и 30 бронеавтомобилей (БА) — 18 Sd.Kfz.221 и 12 Sd.Kfz.222. В другой европейской стране — Италии — купили 20 танкеток CV 33. Также в Великобритании у фирмы Vickers-Armstrong в 1935 году приобретено 16 танков Виккерс Mk. E, а в 1936-м, в дополнение, ещё 4 танка, но с радиостанциями — Vickers Mk. F. Вместе с Vickers Mk. E в Китай поставили 29 танков-амфибий Vickers Carden Loyd (VCL) Model 1931. В 1936 году куплено ещё 4 лёгких танка VCL Model 1936. Три бронетанковых батальона сведены в бронетанковую бригаду — командир Ху Тинг-яо (Xu Ting-yao):
1-й танковый батальон (Шанхай) — 32 танка: 29 Vickers Carden Loyd Mk VI, 3 Vickers Мк Е
2-й танковый батальон (Шанхай) — 34 танка: 17 Vickers Мк Е, 17 Vickers Carden Loyd Mk VI, 10 (Renault ZB), Также в батальоне 8 транспортеров «Виккерс»
3-й танковый батальон (Нанкин) — 35 танков: 15 Pz IA, 20 CV 33, 30 БА Sd Kfz 221 и 222
7 июля 1937 года началась полномасштабная война Японии с Китаем. Японская армия была лучше вооружена и не страдала от политических разногласий, как китайские войска. Новосформированные китайские танковые войска в боях против японцев роли почти не сыграли. 1-й и 2-й бронетанковые батальоны с японцами дрались за Шанхай весь 1937 год. Но как показали бои на шанхайских улицах — танкам в городе воевать трудно. Многие танки захвачены японцами, как трофеи, иногда даже неповрежденными. 2-й батальон уничтожен в боях за Шанхай 13 августа — 9 сентября 1937 года. 3-й батальон разбит за девять дней Нанкинского сражения — 4-13 декабря 1937 года. Безвозвратные потери китайцев были 50 танков. К 1938 году танков и танкеток в Китайской армии не больше 48. К началу 1938 года более половины из 96 танков и танкеток с которыми Китай начал войну, потеряны. Война с Японией привело к уезду немцев из Китая. Немецкие танки эксплуатировались минимум до 1941 года, в 41-м один захвачен японцами. И их место занял СССР, решивший помогать Китаю против Японии, обеспокоенный возросшей опасностью вблизи своих границ.
В июле 1938 года из единственной китайской механизированной дивизии на фронт в район Кайфын-фу (в провинции Хэнань) отправлена танковая группа из 10 Т-26, роты «Виккерсов» и роты итальянских танкеток. Группа участвовала в 3 — 4 атаках, даже отмечен её большой вклад в остановку наступления японцев. Но после 12 ноября 38-го фронт был стабилизирован и танки отозвали. Горная и сильно пересеченная местность с большим количеством горных рек и ручьев не способствовала применению танков зимой и в дальнейшем.

## Сохранившиеся экземпляры

### Vickers Mk.E. Type A
- На открытой площадке военной техники музея при Военном колледже «Коронель Гуальберто Вильярроэль Лопес»[исп.] в Ирпави, восточнее Ла Пас. Танк с именем собственным «Ина». Захвачен парагвайцами в битве при Кампо Виа[исп.] (декабрь 1933 г.) во время Чакской войны. До 1994 г. был памятником в Асунсьоне, когда был подарен Боливии вместе с башней от уничтоженного Vickers Mk.E. Type B.

### Vickers Mk.E. Type B
- В экспозиции Танкового музея в Бовингтоне. С 47-мм короткоствольной пушкой Ordnance QF 3-pdr Gun. Первоначально предназначался для экспортной поставки в Таиланд. Конфискован Великобританией в числе 4-х однотипных танков в 1940 г. Использовался для обучения танковых экипажей.
- На открытой площадке бронетехники у Музея Королевской Армии Таиланда, Бангкок. С 47-мм короткоствольной пушкой Ordnance QF 3-pdr Gun.
- В открытой музейной экспозиции Артиллерийского центра в форту Пахольотин[тайск.]. К северу от Лопбури. С 47-мм короткоствольной пушкой Ordnance QF 3-pdr Gun.
- В открытой экспозиции Музея Сил специального назначения. Форт Вачиралонгкорн, Патан, Лопбури. С 47-мм короткоствольной пушкой Ordnance QF 3-pdr Gun.
- В экспозиции Танкового музея Паролы. Финский номер Ps. 161-7. Башня с кормовой нишей. Перевооружен 37-мм длинноствольной пушкой 37 Psv.K/36. Название танка : Vickers Mk F.
- T-26E, перевооруженный советской 45-мм танковой пушкой. В экспозиции Танкового музея Паролы. Финский номер Ps. 161-9.
- T-26E, перевооруженный советской 45-мм танковой пушкой. На площадке военной техники на территории расформированной Саволаксской бригады, Миккели.
- T-26E, перевооруженный советской 45-мм танковой пушкой. В экспозиции манежа Военного музея, Свеаборг. Финский номер Ps. 161-6.

Все по

## Галерея
- Финский Виккерс Mk E, башня с цветами флага Финляндии для того, чтобы не спутать его с Т-26 РККА
- Финский Виккерс Mk E с 37-мм пушкой 37 Psv.K/36
- Разрезной макет однобашенного Виккерс Mk E справа. Краков
- Разрезной макет однобашенного Виккерс Mk E спереди. Краков
- Виккерс Mk E тип Б спереди-справа в музее в Бовингтоне
- Виккерс Mk E тип Б справа в бронетанковом музее в Бовингтоне
- Виккерс Mk E тип Б слева в бронетанковом музее в Бовингтоне
- Китайский Виккерс Mk E наступает на японцев. 22 августа 1937 года

## Фотографии
- Vickers MK E Тип A в собрании Военного колледжа «Коронель Гуальберто Вильярроэль Лопес» в Ирпави
- Vickers MK E Тип B в собрании Артиллерийского центра, Форт Пахольотин. Кхаопрангам, Лопбури. — http://patricklepetit.jalbum.net
- Vickers MK E Тип B в собрании Музея Сил специального назначения, Форт Вачиралонгкорн. Патан, Лопбури.